# Hilaritas (römische Mythologie)

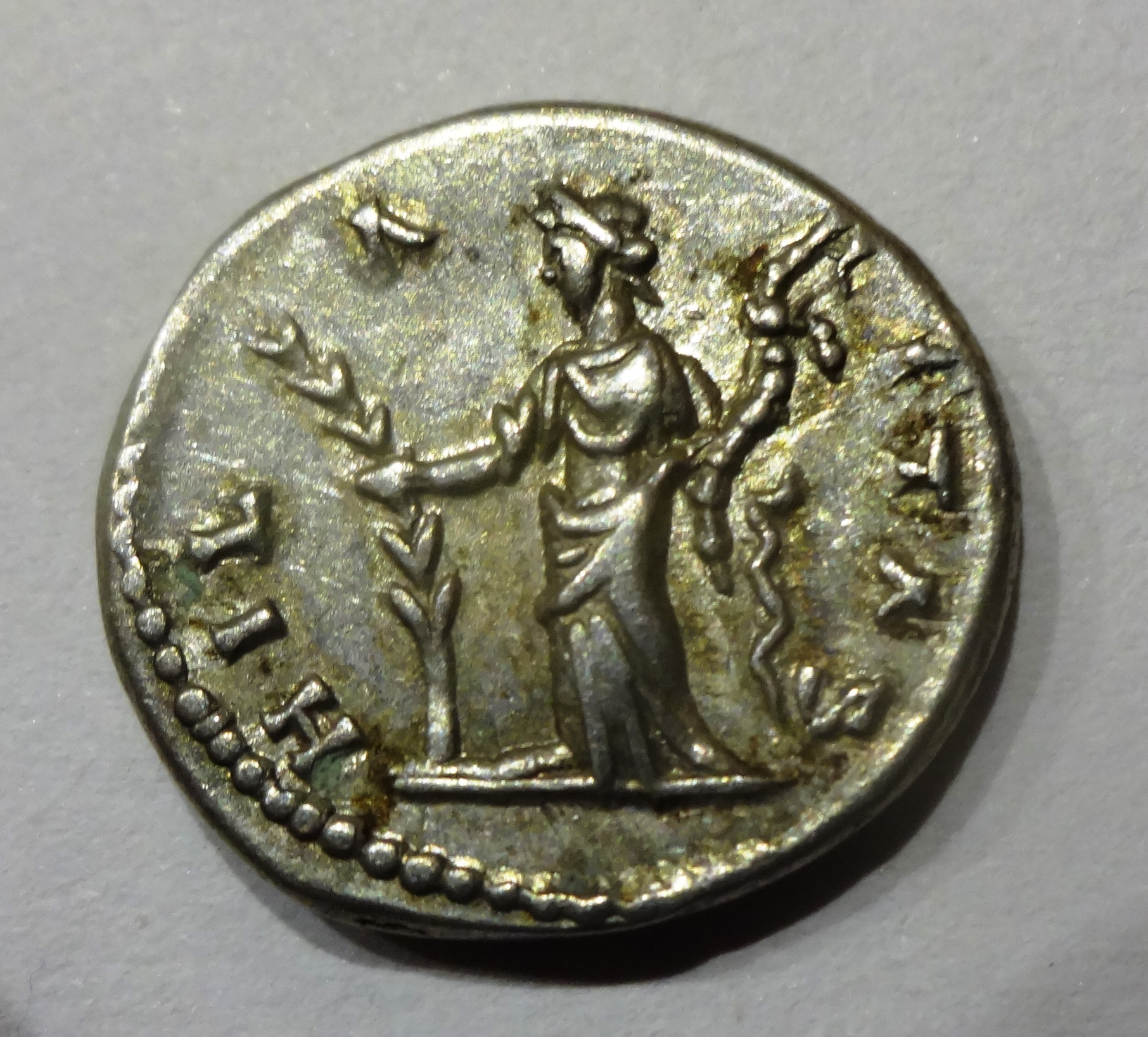
Hilaritas aus Denar der Julia Domna, Rückseite

Hilaritas (deutsch „Frohsinn“) war eine römische Personifikation der Freude und Fröhlichkeit. Sie wurde gelegentlich seit Hadrian auch auf Rückseiten von Münzen der römischen Kaiserzeit geprägt. Dabei ist sie meist mit Palmenzweig und Zepter bzw. mit einer Cornucopia abgebildet.
Der Asteroid (996) Hilaritas wurde nach der Personifikation benannt.